# Mount Vernon (New York)
|  | Dieser Artikel wurde aufgrund von inhaltlichen Mängeln auf der Qualitätssicherungsseite des Projektes USA eingetragen. Hilf mit, die Qualität dieses Artikels auf ein akzeptables Niveau zu bringen, und beteilige dich an der Diskussion! Eine nähere Beschreibung der zu behebenden Mängel fehlt. |

Mount Vernon ist eine Stadt im US-Bundesstaat New York im Landkreis Westchester County nördlich von New York City in den USA. Die Einwohnerzahl beträgt 73.893 (Stand: Volkszählung 2020) auf einer Fläche von 11,4 km².

## Wirtschaft
Von 1953 bis 1964 war das Unternehmen Vincent Bach in Mount Vernon ansässig, das dort Blechblasinstrumente und Zubehör produzierte.

## Sehenswürdigkeiten

### Hauselt Memorial Building
William Alfred Passavant gründete 1866 mit Hilfe des Anwalts Peter Moller ein Waisenhaus in Mount Vernon, welches im Sezessionskrieg geschädigte Kinder versorgen sollte. Das Grundstück wurde von dem benachbarten Ort Pelham gekauft und dann nach Mount Vernon eingemeindet. 1884 wurde der offizielle Name The Wartburg Orphans’ Farm School of the Evangelical Lutheran Church festgelegt. Das Wort Wartburg kam in den Namen, da die Anlage bei dem Gründer Passavant Erinnerungen an die Wartburg hervorrief. Die Einrichtung ist heute eine lutherische Non-Profit-Organisation, die ältere Erwachsene unterstützt.
Ein historisches Gebäude auf dem Gelände dieser Organisation ist das Hauselt Memorial Building. Dabei handelt es sich um ein 1883 errichtetes Gebäude, das anfangs als Kapelle diente, später als Schule, Krankenhaus und Bürogebäude und heute museal genutzt wird. Die Organisation war aus dem Nachlass des Kaufmanns und Präsidenten der Deutschen Gesellschaft der Stadt New York, Carl Hauselt (1828–1890), finanziell bedacht worden. Die nachfolgende, 1904 auf demselben Gelände geweihte Kapelle, zeichnet sich durch bemerkenswerte architektonische Elemente aus.

### Kirchen

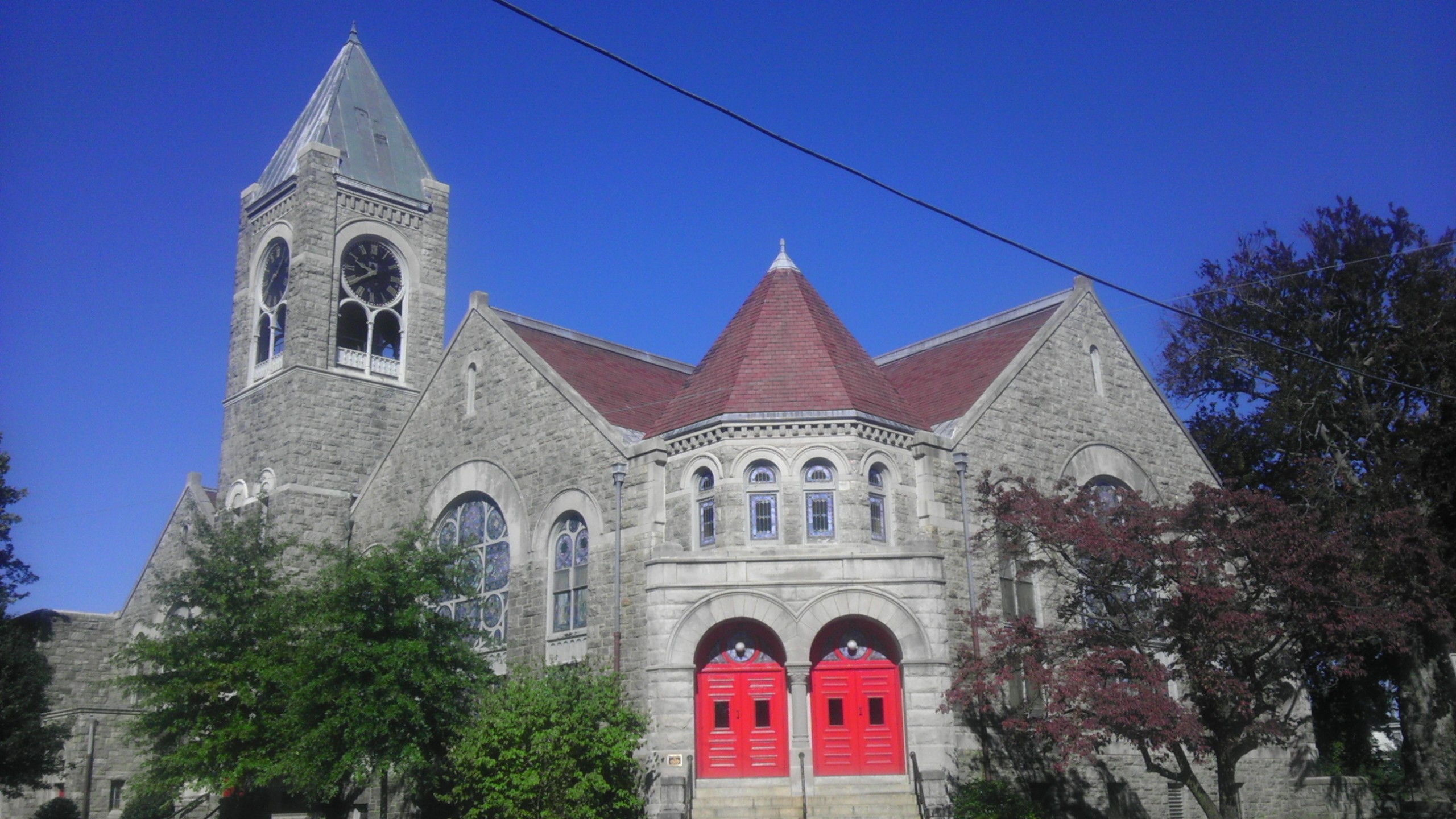
First United Methodist Kirche

Im National Register of Historic Places sind enthalten:
- First United Methodist Kirche, im Stil der Neuromanik
- Trinity Episcopal Kirche
- United States Post Office im Stil des Neoklassizismus

## Söhne und Töchter der Stadt
- Mabel Addis (1912–2004), Schriftstellerin, Lehrerin und Spieledesignerin
- Frances Mary Albrier (1898–1987), Aktivistin der Bürgerrechtsbewegung und Politikerin
- Bob Allen (1906–1998), Schauspieler
- Rai Benjamin (* 1997), Hürdenläufer und Sprinter
- Dominique Blake (* 1987), jamaikanische 400-Meter-Sprinterin
- Art Buchwald (1925–2007), Humorist
- Art Carney (1918–2003), Filmkomiker und Schauspieler
- Eugene Chadbourne (* 1954), Gitarrist, Banjospieler und Komponist
- David Chase (* 1945), Drehbuchautor
- Dick Clark (1929–2012), Fernsehmoderator
- Lynn Conway (1938–2024), Informatikerin, Erfinderin und Aktivistin im Transgender rights movement
- Kenneth C. Davis (* 1954), Historiker und Autor
- Danny Deferrari (* 1982), Schauspieler
- DMX (1970–2021), Rapper
- Andre Drummond (* 1993), Basketballspieler
- Susie Essman (* 1955), Komikerin und Schauspielerin
- Leo Feist (1869–1930), Musikverleger
- Ethan Freeman (* 1959), Musicaldarsteller
- Ben Gordon (* 1983), Basketballspieler
- Mark Harris (1922–2007), Autor
- Susan Harris (* 1940), Drehbuchautorin
- Michael Imperioli (* 1966), Schauspieler
- Greg Jenkins (* 1982), Basketballspieler
- Kay Johnson (1904–1975), Schauspielerin
- Danny Kalb (1942–2022), Gitarrist und Gründer der Band Blues Project
- George Latimer (* 1953), Politiker
- Robinne Lee (* 1974), Schauspielerin
- Beatrix Loughran (1900–1975), Eiskunstläuferin
- Michael Maccoby (1933–2022), Psychoanalytiker, Sozialforscher und Führungsberater
- Johnny Marks (1909–1985), Komponist
- Danny Mastrogiorgio (* 1964), Schauspieler
- Adrian Morris (1907–1941), Schauspieler
- Robert Mosbacher (1927–2010), Geschäftsmann und Politiker
- Sal Mosca (1927–2007), Jazz-Pianist des Cool Jazz
- Michael O’Keefe (* 1955), Schauspieler
- Harry Pease (1886–1945), Songwriter
- Richard A. Pierson (* 1934), Generalmajor der United States Air Force
- Pete Rock (* 1970),  DJ, Produzent und Rapper
- Larry Romano (* 1963), Schauspieler
- Wayne Allyn Root (* 1961), TV-Produzent, Bestsellerautor und Manager
- Arthur L. Schawlow (1921–1999), Physiker und Nobelpreisträger
- Heather Sheehan (* 1961), Künstlerin
- Lisa Simone (* 1962), Jazzsängerin und Musicaldarstellerin
- Jean Sincere (1919–2013), Schauspielerin
- Christopher Stasheff (1944–2018), Science-Fiction- und Fantasy-Autor
- Henry J. Steiner (* 1930), Rechtswissenschaftler, Hochschullehrer
- William Trelease (1857–1945), Botaniker und Entomologe
- Russell Vought (* 1976), Regierungsbeamter
- Denzel Washington (* 1954), Schauspieler
- Barbara Werle (1928–2013), Schauspielerin und Tänzerin
- Elwyn Brooks White (1899–1985), Buchautor
- Gus Williams (1953–2025), Basketballspieler
- Ray Williams (1954–2013), Basketballspieler